# Elin Ericson
Elin Emilia Ericson, född Gadelius 21 augusti 1874 i Göteborg, död 20 juni 1967 i Stockholm, var en socialt verksam kvinna.
Elin Ericson var dotter till kaptenlöjtnanten Johan Edvard Gadelius. Hon gifte sig 1896 med Hans Ericson och blev mor till Stig H:son Ericson. Från 1915 deltog hon i Engelbrekts församlings skyddsförenings sociala arbete i Stockholm och var 1926–1936 styrelseledamot i Sällskapet Vänner till pauvres honteux, där hon från 1936 var vice ordförande i överstyrelsen. Sin främsta insats gjorde hon dock inom Svenska Röda Korset, där hon blev medlem av överstyrelsen 1926, samtidigt som hon blev ordförande i Centralrådet för Svenska Röda Korsets kvinnoarbeten. Från 1926 hade hon där uppgiften att leda hjälpverksamheten och övrigt kvinnoarbete. 1929 var Elin Ericson initiativtagare till en fond för icke-pensionerade rödakorssjuksköterskor. 1938 blev hon som representant för Svenska Röda Korset ledamot av Kvinnoföreningarnas beredskapskommitté. Hon tillhörde 1924 stiftarna av föreningen Livbojen. År 1942 tilldelades hon Illis quorum.